# Rosema falcatella
Rosema falcatella är en fjärilsart som beskrevs av M.Gaede 1934. Rosema falcatella ingår i släktet Rosema och familjen tandspinnare. Inga underarter finns listade.